# Bonifatius III
Bonifatius III, född i Rom, död 12 november 607, var påve från den 19 februari 607 till sin död samma år, den 12 november.

## Biografi
Bonifatius var romare och son till en viss Johannes Cataadioce. Han blev vigd till diakon i den romerska kyrkan, och sändes 603 som påvlig legat (apocrisiarius) till hovet i Konstantinopel av Gregorius den store. Bonifatius verkar där, med sin finkänsla och välbetänksamhet, ha skaffat sig kejsar Fokas ynnest.
Han valdes till påve Sabinianus efterträdare efter ett interregnum på nästan ett år; han konsekrerades den 19 februari 607. Efter sin utnämning mottog han ett dekret från kejsar Fokas där det står att "den helige aposteln Petrus’ stol skall vara överhuvud över alla kyrkor" och att titeln "universalbiskop"  uteslutande tillkommer biskopen av Rom, något som indirekt riktade sig också mot Konstantinopels biskop, Cyriacos, och samtidigt var det ett erkännande av kejsar Justinianus I inställning till saken 80 år tidigare.
Under Bonifatius III:s pontifikat hölls en synod i Peterskyrkan med 72 biskopar och hela Roms prästerskap. Där beslutades att under en påves eller biskops livstid fick inte valet av efterträdare bringas under debatt samt att detsamma fick företas först på tredje dagen efter att den avlidne begravts. Dokumenten från synoden har dessvärre gått förlorade.
Bonifatius var en man "vars tro och karaktär prövats". Han avled samma år han blivit påve, och begravdes i Peterskyrkan.